# Eomedina hamoyensis
Eomedina hamoyensis är en tvåvingeart som beskrevs av Cerretti och Colin W. Wyatt 2006. Eomedina hamoyensis ingår i släktet Eomedina och familjen parasitflugor.
Artens utbredningsområde är Namibia. Inga underarter finns listade i Catalogue of Life.